# Erzbistum Bucaramanga
Das Erzbistum Bucaramanga (lat.: Archidioecesis Bucaramanguensis, span.: Arquidiócesis de Bucaramanga) ist eine in Kolumbien gelegene römisch-katholische Diözese mit Sitz in Bucaramanga. Es umfasst einen Teil des kolumbianischen Departamentos Santander.

## Geschichte
Papst Pius XII. gründete es am 17. Dezember 1952 mit der Bulle Cum sit latior aus Gebietsabtretungen des Erzbistums Nueva Pamplona und es wurde dem Erzbistum Bogotá als Suffragandiözese unterstellt. Am 29. Mai 1956 wurde es Teil der Kirchenprovinz des Erzbistums Nueva Pamplona.
Mit der Apostolischen Konstitution Quamquam Ecclesiarum wurde es am 14. Dezember 1974 durch Papst Paul VI. in den Rang eines Metropolitanerzbistums erhoben. Einen Teile seines Territoriums verlor es am 7. Juli 1987 zugunsten der Errichtung des Bistums Málaga-Soatá.

## Ordinarien

### Bischöfe von Bucaramanga
- Aníbal Muñoz Duque (18. Dezember 1952 – 3. August 1959, dann Erzbischof von Nueva Pamplona)
- Héctor Rueda Hernández (6. Mai 1960 – 14. Dezember 1974)

### Erzbischöfe von Bucaramanga
- Héctor Rueda Hernández (14. Dezember 1974 – 7. November 1991, dann Erzbischof von Medellín)
- Darío Castrillón Hoyos (16. Dezember 1992 – 15. Juni 1996)
- Víctor Manuel López Forero (27. Juni 1998 – 13. Februar 2009)
- Ismael Rueda Sierra (seit 13. Februar 2009)

## Statistik
| Jahr | Bevölkerung | Bevölkerung | Bevölkerung | Priester     | Priester         | Priester       | Priester               | Ständige Diakone | Ordensleute  | Ordensleute      | Pfarreien |
| ---- | ----------- | ----------- | ----------- | ------------ | ---------------- | -------------- | ---------------------- | ---------------- | ------------ | ---------------- | --------- |
| Jahr | Katholiken  | Einwohner   | %           | Gesamtanzahl | Diözesanpriester | Ordenspriester | Katholiken je Priester | Ständige Diakone | Ordensbrüder | Ordensschwestern |           |
| 1958 | 358.177     | 363.820     | 98,4        | 109          | 66               | 43             | 3.286                  |                  | 61           | 358              | 41        |
| 1966 | 565.287     | 569.297     | 99,3        | 167          | 87               | 80             | 3.384                  |                  | 93           | 448              | 51        |
| 1970 | 579.998     | 593.998     | 97,6        | 142          | 84               | 58             | 4.084                  |                  | 101          | 1.031            | 58        |
| 1976 | 601.605     | 619.198     | 97,2        | 125          | 84               | 41             | 4.812                  |                  | 61           | 340              | 67        |
| 1980 | 675.682     | 695.815     | 97,1        | 133          | 85               | 48             | 5.080                  |                  | 72           | 398              | 69        |
| 1990 | 832.684     | 858.586     | 97,0        | 157          | 89               | 68             | 5.303                  | 3                | 101          | 563              | 69        |
| 2000 | 1.072.035   | 1.096.896   | 97,7        | 214          | 146              | 68             | 5.009                  | 10               | 142          | 552              | 90        |
| 2004 | 1.168.525   | 1.192.350   | 98,0        | 213          | 143              | 70             | 5.486                  | 24               | 125          | 581              | 96        |
| 2012 | 1.343.760   | 1.376.252   | 97,6        | 244          | 183              | 61             | 5.507                  | 56               | 105          | 574              | 105       |
| 2018 | 1.440.000   | 1.498.200   | 96,1        | 274          | 184              | 90             | 5.255                  | 70               | 114          | 593              | 109       |
| 2020 | 1.240.000   | 1.290.431   | 96,1        | 284          | 189              | 95             | 4.366                  | 62               | 111          | 571              | 110       |